# Ministère de la Reconstruction et de l'Urbanisme
Pour les articles homonymes, voir MRU.
Le ministère de la Reconstruction et de l'Urbanisme, couramment appelé MRU, est un ministère français créé en octobre 1944 par le Gouvernement provisoire de la République française du général de Gaulle. Il s’agit du regroupement des services de la Délégation générale à l’équipement national (DGEN) et de ceux du Commissariat technique à la reconstruction immobilière (CTRI).
Raoul Dautry, Charles Tillon, Eugène Claudius-Petit, Pierre Courant ont dirigé ce ministère. Il devient à partir de juin 1953 le "ministère de la Reconstruction et du Logement" (MRL) puis "ministère de la Construction" à partir de juin 1958, et "ministère de l’Équipement" en janvier 1966. Son héritier est, en 2018, le ministère de l'Écologie.

## Histoire
Créé en octobre 1944, ce ministère est représenté dans chaque département par une délégation dont la mission est l’approbation et le contrôle des plans de reconstruction et d’aménagement (PRA) du bâti détruit par fait de guerre. Elle gère les passations de marchés après les appels d’offres, et les crédits affectés aux réparations d’urgence, ainsi que l'établissement de cités provisoires de baraquements pour loger les populations sinistrées.

## Missions
La loi du 28 octobre 1946 reconnut aux sinistrés le droit à réparation intégrale et leur attribua des créances sur l’État : les dommages de guerre, calculés en fonction de la valeur du bien détruit.
Un descriptif de celui-ci s’établit en référence au cadastre existant en 1940, dont le tracé des parcelles doit être reconstitué sur le plan de reconstruction décidé par la ville. Une fois établis, les droits étaient transférés sur les nouvelles parcelles résultant du plan de reconstruction. Ces deux opérations constituèrent le remembrement.
Sur ces nouvelles parcelles furent bâtis les immeubles et non des maisons individuelles. La majorité des propriétaires sinistrés virent donc les dommages de guerre correspondant à leur maison détruite convertis en mètres carrés de planchers constructibles, le non bâti restant l’objet de bien des contestations. Ces nouveaux immeubles passèrent donc sous le régime de la copropriété.
La loi du 16 juin 1948 organisa la formation des associations syndicales ou de coopératives regroupant les propriétaires sinistrés, et chargées de les représenter dans chaque opération de reconstruction.

## Production de films et de photographies
Le MRU a produit de nombreux films et photographies à des fins de propagande . Le MRU est un des ministères qui a le mieux saisi, en son temps, le courant de la communication. Cette pédagogie filmée, radiophonique et photographique visait à impulser un élan d'adhésion à la politique de reconstruction d'après-guerre, en montrant par exemple les taudis et en valorisant l'image des chantiers .

### Photographies
Organisé au sein du MRU dès 1945, un service photographique était chargé, pour la direction de l’information, de la documentation des activités du ministère. Réalisées entre 1945 et 1958, dates bornant la création du ministère de la Reconstruction et la fin de la IVe République, plus de 33 000 photographies rendent compte des préoccupations politiques et stratégiques de l’administration chargée de la reconstruction après les destructions de la Seconde Guerre mondiale. La redécouverte du fonds du MRU par les historiens de la photographie permet d’ébaucher l’histoire du service photographique et de ses opérateurs. Ceux-ci, comme Henri Salesse, simples « vérificateurs techniques de la construction », sortent progressivement de l’anonymat où les a plongés le statut de photographe salarié d’une administration publique,.

### Films du MRU
Les films produits ou promus par le MRU s'inscrivent en particulier dans les thèmes de la reconstruction d'après-guerre. Les films du MRU étaient diffusés aux actualités (en première partie) et dans des camions cinématographiques itinérants qui sillonnaient la France :
- Naissance d'une cité, 1956, réalisation Marcel de Hubsch  prise de vues Pierre Thomas - Le sujet porte sur la construction de la cité de la Benauge, ensemble d'immeubles HLM à Bordeaux

- Le Bosquel, un village renaît 1947, l'album cinématographique de la reconstruction, réalisation Paul de Roubaix production ministère de la Reconstruction et de l'Urbanisme,
- Sur les routes de France les ponts renaissent 1945 reconstruction de la France après la Seconde Guerre mondiale

- Pierres oubliées  1952, réalisateur : Serge de Boissac , production : Les Films Paul Grimault - Acteur : Pierre Mondy

- Notre Paris , 1961, réalisation : André Fontaine, Henri Gruel

- Le temps de l'urbanisme , 1962, réalisation : Philippe Brunet

- Construction préfabriquée d'immeubles de logements en URSS (1958 ?) , film MRU, préfabrication de HLM

- Habitat défectueux  1950, réalisateur : Charles André, Production : ministère de la reconstruction et de l'urbanisme MRU, recensement des logements insalubres en Bretagne : Rennes, Guingamps, Landerneau, Morlaix, Saint-Brieuc
- Trois grands projets non réalisés de Le Corbusier  1987 La ville de trois millions d'habitants 1922, l'étude d'impact du Plan Voisin de Paris, 1925, église de Firminy 1962

- Film d'archive actualités de 1952  Reconstruction de la France sept ans après la fin de la seconde guerre mondiale état des lieux de la crise du logement

- Visages de la France, 1957, Production - réalisation : Atlantic-Film Marcel de Hubsch

- Toulouse le Mirail , 1962  réalisation : Mario Marret construction de la ville nouvelle Toulouse le Mirail, commentée par l'architecte urbaniste Georges Candilis

- La crise du logement, 1955, film de Jean Dewever

- 3e étape du Tour de France de la construction : le projet Mantilla Montpellier

- 2e étape du Tour de France de la construction en région Midi-Pyrénées

- Noisy-le-Sec le laboratoire de la reconstruction, 1948 L'album cinématographique de la reconstruction maison préfabriquée production ministère de la Reconstruction et de l'Urbanisme

## Localisation du ministère
Dans les années 1950, le ministère a installé ses bureaux dans des locaux provisoires au sein du parc de Passy (16e arrondissement de Paris).

### Documents filmés connexes
- "Filmer les grands ensembles" : Film documentaire sur les représentations audiovisuelles des grands-ensembles, CHS, 2015. Les films du MRU y apparaissent comme un élément notable du bain audiovisuel de l'époque